# Îles Alhucemas
Les îles Alhucemas sont un archipel de trois petites îles contrôlées par l'Espagne, sur la côte méditerranéenne du Maroc, qui forment l'une des traditionnelles plazas de soberanía espagnoles. L'archipel est revendiqué par le Maroc qui considère celui-ci comme étant occupé.

## Nom
Le nom de l'archipel est la forme espagnole d'Al Hoceïma, ville marocaine située à proximité, dans la baie de laquelle sont situées les îles. La ville porte son nom depuis l'indépendance du Maroc, en 1956 ; il proviendrait d'« al khozama » (lavande), une plante très répandue dans le Rif central.

## Géographie

### Généralités

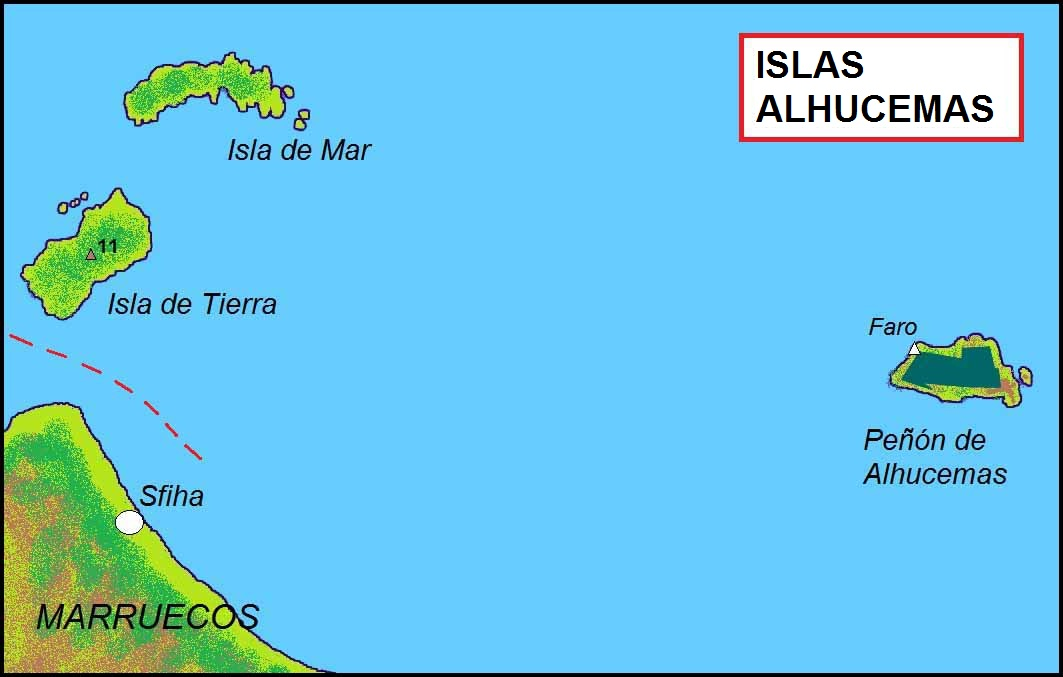
Carte des îles Alhucemas.

Les îles Alhucemas sont situées en mer Méditerranée, dans la mer d'Alboran, à 155 km à l'est de Ceuta et à 100 km de Melilla. La ville la plus proche est Al Hoceïma, à 4 km au nord-ouest. L'archipel est constitué de trois îles : le peñón de Alhucemas, l'isla de Mar et l'isla de Tierra. Elles sont très proches de la côte : le peñón de Alhucemas en est distante de 800 m, l'isla de Mar et l'isla de Tierra de seulement 50 m. La superficie de l'archipel atteint 0,046 km2, les trois îles étant d'une taille comparable.
Le peñón de Alhucemas possède une petite garnison de 350 soldats ; les deux autres îles sont inhabitées.

### Peñón de Alhucemas
Le peñón de Alhucemas (littéralement « rocher d'Alhucemas ») est un îlot de 0,015 km2, mesurant 170 m de long pour 85 m de large, atteignant 27 m d'altitude dans sa partie nord. Il est quasiment recouvert par des bâtiments de diverses époques, des restes de fortifications et d'artillerie. Il possède une église, un phare, plusieurs maisons, un port et un fort. Il dispose également d'une citerne, périodiquement remplie avec de l'eau apportée par bateau d'Espagne. Il forme également le point d'amarrage de plusieurs câbles sous-marins reliés à Melilla, Ceuta et la péninsule ibérique. Une petite île, La Pulpera, lui est rattachée par un petit pont ; elle a servi de cimetière à une époque.
Le peñón compte une garnison permanente du régiment d'artillerie mixte no 32 de Melilla.

### Islas de Tierra y de Mar
Les deux autres îles de l'archipel, l'isla de Tierra (« île de Terre ») et l'isla de Mar (« île de Mer ») sont situées à 1 km à l'ouest du peñón de Alhucemas. Elles ne sont distantes des côtes marocaines que de 50 m.
L'isla de Tierra mesure 0,017 km2 ; l'isla de Mar 0,014 km2. La première culmine à 11 m d'altitude, la deuxième atteint 4 m.
Les deux îlots sont inhabités et ne comportent aucune construction. Toutefois, l'isla de Mar a été utilisée par le passé comme cimetière.

## Histoire
En 1560, le sultan Moulay Abdallah cède les îles à Philippe II d'Espagne en échange de sa protection contre les invasions ottomanes. Elles sont occupées définitivement par l'Espagne le 28 août 1673, sous le règne de Charles II, par une escouade dirigée par le général d'armada Andrés Dávalos ; celui-ci les nomme « San Agustín y San Carlos de Alhucemas », en l'honneur des navires qui transportaient les troupes. Une garnison espagnole est depuis maintenue sur l'île principale.
Les îles Alhucemas atteignent une population de 350 habitants et pratiquent le commerce avec la tribu de Aït Ouriaghel. Par la suite, elles accueillent des prisonniers de droit commun et des exilés politiques. En 1838, elles connaissent une révolte de prisonniers politiques.
En 1902, la France reconnait la souveraineté espagnole sur les îles. En 1921, elles subissent une attaque des hommes d'Abdelkrim al-Khattabi pendant la guerre du Rif. Le 18 mars 1922, l'artillerie rifaine coule le vapeur Juan de Juanes, qui exerce la fonction de courrier avec Melilla, dont l'épave repose à 150 m au nord de l'île. En 1925, les îles participent au débarquement d'Al Hoceima comme position avancée de combat, avec ses 24 pièces d'artilleries et ses obusiers comme support d'opération.
En 2002, pendant la crise de l'îlot Persil, les islas de Mar et Tierra sont occupées par des légionnaires espagnols qui y installent des tentes et les entourent de barbelés afin d'en interdire l'accès. Les deux îles étant populaires parmi les nageurs provenant de la plage toute proche, l'événement est critiqué par le maire d'Al Hoceïma.